# Eduardo López Martínez
Eduardo López Martínez (Matehuala, San Luis Potosí, 10 de abril de 1952) es un músico, actor, director y productor de teatro mexicano.
A expresa solicitud del propio  Eduardo López Martínez, debe aclararse en este artículo, la falsedad de la información publicada acerca de la participación de José Manuel Galván "El Topo" en el trabajo de Eduardo López Martínez. 

## Biografía
Nacido en la ciudad de Matehuala, hijo del político y escritor potosino Nicolás López Loera y de Socorro Martínez Martínez, desde muy joven se fue a vivir a la Ciudad de México, donde se incorporó al movimiento estudiantil de 1968 siendo alumno de la segunda generación de la Preparatoria Popular Tacuba
Allí conoció a Mariano Leyva, quien junto con Humberto Proaño dirigía el entonces grupo de poesía coral "Los Mascarones", al cual se integró teniendo 17 años de edad. Eduardo, lo mismo que otros jóvenes que recién se habían sumado a "Los Mascarones", pronto hicieron de la compañía también un grupo de teatro que se hermanó culturalmente con las luchas por el reconocimiento de derechos civiles de las llamadas minorías en Estados Unidos, especialmente la chicana, con cuyos grupos artísticos llegaron a grabar discografía propia, producir espectáculos teatrales que se presentaron en festivales nacionales e internacionales y actuar en realizaciones fílmicas, como Raíces de sangre, con guion y dirección de Jesús Salvador Treviño.
A principios de la década de los setenta, el para entonces ya rebautizado Grupo de Teatro y Poesía Coral "Los Mascarones" mudaría su sede a la ciudad de Cuernavaca, Morelos, tras ser expulsado junto con otros grupos, como Los Nakos, del Centro de Libre Expresión Teatral y Artística (CLETA-UNAM). Sus detractores, entre quienes se encontraban los hermanos Enrique y Luis Cisneros, argumentaron que los grupos corridos “hacían comercio con la revolución” y que eso era poco ético; los creadores rechazados consideraron la acción como una muestra de sectarismo que pronto se mostró tal cual cuando años más tarde sus acusadores terminaron haciendo lo mismo por lo que los echaban.
En 1978, tras haber grabado tres o cuatro discos y producido decenas de montajes teatrales y de poesía coral, ”Mascarones” se escindió quedándose Mariano Leyva, Lourdes Pérez Gay y Fernando Leyva en la compañía y reorganizándola inmediatamente, en tanto Eduardo y otros colegas suyos, como Mario Vázquez, Fernando Hernández, Sara Camacho, José Manuel Galván, Rodrigo Ortega, Graciela Perdomo y Rubén Dac fundaron el Grupo Cultural Zero, constituyéndolo como asociación civil.
A mediados de la década de los ochenta, Mario, Rodrigo y Eduardo crearon el grupo musical Los Guajolotes estando sólo dos o tres años juntos, pues Mario y Rodrigo se mudarían a Alemania donde fundarían la compañía Los Enanos del Tapanco. Mientras tanto, en Cuernavaca Eduardo mantendría vivo a Los Guajolotes año tras año, invitando a nuevos músicos en cada vez y ganándose el mote de Lalo “El Guajolote”, compartiendo escenario con músicos e intérpretes de la talla de Óscar Chávez, Amparo Ochoa, Gabino Palomares, Guadalupe Pineda o José de Molina; entre otros.
En 1993, siendo director del Grupo Zero, grabaría su primera producción bajo el nombre de Lalo “El Guajolote”, con material en vivo de presentaciones suyas en una peña de la ciudad de Cuernavaca, interpretando canciones de Salvador “Chava” Flores y del todavía llamado folclor latinoamericano; ninguna propia. Sería hasta 1998 cuando volvería a grabar una canción de su inspiración, como no lo había hecho desde que era parte de ”Mascarones”, siendo intérprete de la producción que Enrique Ballesté hiciera ese año de composiciones propias.
Bajo el sello independiente de Agua Escondida Producciones y Fabricarte, gracias al trabajo ejecutivo del también exmascarón José Manuel Galván “El Topo”, Eduardo grabaría por fin un disco con producción totalmente suya donde incluiría San Andrés, la canción grabada con Ballesté cinco años atrás, en un compendio musical de estilos que van desde el corrido hasta el bossa nova, pasando por la guaracha, el huapango, la rumba flamenca, la cumbia, el takirari y la guajira, convirtiéndose en una suerte de manifiesto festivo, rebelde y cachondo, siempre irreverente, rasgos todos que lo caracterizan tanto en lo teatral como en lo musical.